# Helmold af Bosau
Helmold af Bosau (født ca. 1120, død efter 1177) var en saksisk historiker og præst i Bosau ved Plön. Han var en ven af de to biskopper i Oldenburg i Holstein, Vicelin (død 1154) og Gerold (død 1163), som gjorde meget for at kristne de polaberne.

## Liv og gerning
Helmold blev født i nærheden af Goslar. Han voksede op i Holsten og modtog undervisning i Braunschweig af Gerold, den senere biskop i Oldenburg (1139-42). Senere kom han under ledelse af Vicelinus, vendernes apostel, først i augustinerklosteret Faldera, (Neumünster) (1147-53). Han blev diakon omkring 1150 og blev sognepræst i 1156 i Bosau ved Großer Plöner See.

## Chronica Slavorum
Ved biskop Gerolds tilskyndelse skrev Helmold sin Chronica Slavorum, en historie om erobringen og konverteringen af de polabiske slaver på Karl den Stores tid ( 800) til 1171. Formålet var at demonstrere, hvordan kristendommen og den tyske nationalitet gradvist fik fodfæste blandt venderne, især i den østlige del af Holsten. Som øjenvidne giver han en klar beskrivelse på flydende latin af Vicelins missionsarbejde, om oprettelsen af bispesædet i Oldenburg, om overførslen af dette bispesæde til Lübeck (da tysk handel på der var blevet vigtigere end i den tidligere by), om spredningen af tysk indflydelse blandt venderne, den nådesløse undertrykkelse og udryddelse af dem og om indkaldelsen af udenlandske bosættere, hovedsagelig westfalere og hollændere. Værket er delt i to: den første dækker tiden til og med året 1168, mens den anden fortsætter til år 1171. Anden del blev tilføjet i 1172.
Helmold var en kritisk historiker, der beskyldte Henrik Løve for "pengegriskhed" og kritiserede de vendiske korstog. Han sagde, at blandt tropperne i Henrik Løves hær under venderkorstogene var der "kun tale om penge, aldrig om kristendommen" og missionens omvendelse af slaverne.

## Helmold som kilde
Helmold udnyttede sit kendskab til den tidligste periode fra Adam af Bremens kirkehistorie og de saksiske krøniker, der vedrørte Henrik IV, foruden Willehads liv, skildringen af Ansgars liv og måske også Vicelis liv, men de resuméer, han lavede af disse optegnelser er upålidelige. Han er dog den vigtigste kilde til information om sin egen tids historie, hvor hans redegørelse hviler på Vicelins og Gerolds mundtlige oplysninger. Hans informationskilder bliver mærkbart tyndere efter Gerolds død i 1163. Hans troværdighed blev alvorligt betvivlet i det 19. århundrede (især Sehirren: Beiträge zur Kritik holsteinischer Geschichtsquellen, Leipzig 1876) på grund af hans modsætningsforhold til ærkebiskopperne i Bremen og hans partiskhed for Oldenburg-Lübecks biskop, men der er ikke grundlag for at antage, at han gjorde sig skyldig i en forsætlig forfalskning.
Henrik Løve, hertug af Sachsen, var Helmolds protektor. Krøniken blev fortsat til 1209 af abbed Arnold i Lübeck.

## Udgivelser
Krøniken blev først udgivet i 1556 i Frankfurt og senere i Monumenta Germaniae Historica: Scriptores, XXI (1868), 11-99, og i "Script. Rer. Germ."